# Bolsa de Valores de Luxemburgo
A Bolsa de Valores de Luxemburgo, LuxSE ( em francês:  Bourse de Luxembourg ) está sediada na cidade de Luxemburgo, na 35A Boulevard Joseph II.
O presidente do conselho é Alain Kinsch  e a diretora executiva é Julie Becker. 
A bolsa tem sessões de pré-abertura a partir das 7h15 da manhã às 9:00 da manhã e pregões normais a partir das 9h da manhã às 5h35 às 14h, de segunda a sexta-feira inclusive, exceto feriados declarados antecipadamente pela Bolsa. 

## História
Uma lei que cria uma bolsa de valores no Luxemburgo foi aprovada em 30 de dezembro de 1927. [3] A empresa foi constituída como Société Anonyme de la Bourse de Luxembourg em 5 de abril de 1928, com uma emissão inicial de 7.000 ações, cada uma avaliada em 1.000 francos.  [10]
Em março de 2014, a LuxSE mudou-se para a sua nova sede – o edifício Aurora – erguida de acordo com o conceito de construção verde. 
Em 2015, a bolsa celebrou o 10º aniversário do seu Mercado Euro MTF. 

## Acordos com outras bolsas
Em Novembro de 2000, a LuxSE assinou um acordo de cooperação com a Euronext.  Como parte do acordo, as negociações no Luxemburgo são geradas através da Plataforma Universal de Negociação (UTP) da Euronext, permitindo aos membros existentes da Euronext ativar um estatuto de associação cruzada na LuxSE.
Em 13 de Janeiro de 2020 a Chongwa (Macau) Financial Assets Exchange Co., Ltd. e a Bolsa de Valores do Luxemburgo assinaram um memorando de entendimento sobre a cooperação em Macau. As duas partes realizarão listagem bidirecional de títulos, ativos e fundos de investimento e outras cooperações para promover o investimento transfronteiriço e a liquidez offshore no mercado de títulos RMB.

## Membros
Em agosto de 2016, a LuxSE tinha 53 membros, dos quais 28 tinham status comercial. Existem nove formadores de mercado aprovados. 